# Elastiek Muziek
Elastiek Muziek was een jaarlijks, gratis vierdaags muziek- en straattheaterfestival te Hilvarenbeek en werd gehouden in het pinksterweekeinde.

## Geschiedenis
Het festival, dat een opvolger was van de in 1982 gestopte Bikse Fiste, werd voor het eerst gehouden in 1985 en vond plaats op het Vrijthof in het dorp Hilvarenbeek. Later werd het festival uitgebreid met een markt in de Paardenstraat en de Koestraat, en optredens in Cultureel Centrum Elckerlijck en in een feesttent op het Hertog Janplein. Vrijwel alle soorten muziek werden ten gehore gebracht, zoals folk, funk, salsa en soul, maar ook rock en metal. Ook werden er mogelijkheden geboden aan minder bekende bands en regionaal talent om hun muziek te laten horen.
Na de editie van 2007 besloot de organisatie te stoppen met het festival, aangezien de grootschalige aanpak ervan voor de organisatie niet meer op te brengen was. Men ging daarop door als culturele organisatie en koos voor een kleinschaliger opzet.
Tegenwoordig worden onder de naam Elastiek opnieuw festivals georganiseerd.